# 警察暴力

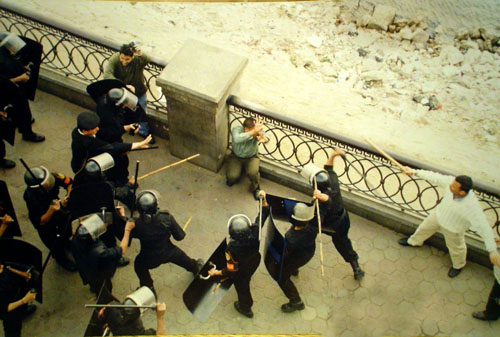
埃及的九名警察制服一名民众

警察暴力或警察暴行，簡稱警暴，是指警察向公民使用暴力、或過度使用武力或不適當使用武力執法。這包括肢體或語言騷擾、身體傷害、精神傷害、甚至致命攻擊。 在某些國家，有「顏色法律」保障警務人員在爭議或分歧情況下使用武力執法。其成因可以源自於個別警員對法律的認知不足、自卑心作祟或自我主義膨脹、警察內部的不良風氣和朋輩之間的壓力、純粹宣洩負面情緒等等。他們普遍會無視法律甚至杜撰法律，對市民抱敵視態度，忘卻自己服務社會的責任，行事往往是為了方便自己和彰顯自己的權威。警察暴力的發生並不限於英美等國已發展國家，在發展中國家亦經常為人詬病，分別在於有否監管警察的組織或第四公權力的制衡。智能電話的普及有助將警察的違法行為公諸於世，亦令警察有所收斂。

## 世界各地的警暴例子

### 澳洲
2019年，澳洲警察在內陸小鎮延杜穆以兩槍擊斃一名十九歲土著男子Kumanjayi Walker。涉事警員被控謀殺。

### 香港

2019年10月3日，一群防暴警察在大圍遇上一名藍衣男子，這名男子當時已舉起雙手，警察卻先用強光照射，然後有一個警察突然衝前把他推倒在地上。

投訴及內部調查科是隸屬於香港警務處的一個部門，負責接獲投訴時作出內部調查，而獨立監察警方處理投訴委員會（簡稱：監警會）則是一個全部成員均由香港特別行政區行政長官委任的法定機構，負責監察和覆檢投訴及內部調查科所調查的個案，但監警會並沒有獲授予法定的調查權力，只能向警方提供意見，警隊沒有接納的義務。由於投訴及內部調查科是自己人查自己人，而監警會亦只是虛有其表，曾經有反對聲音認為以此作為對警察的監管實屬不足。奈何自國安法實施以來，異見人士已經沒有立足之地，更甚的是2021年履新的政務司司長及保安局局長都是警察出身，致使香港更進一步成為警察社會。
- 2012年11月11日，的士司機陳輝旺在被捕時遭警員林偉榮箍頸帶上警車，導致他頸椎移位，其後死亡。2018年10月24日，死因庭裁定陳是非法被殺。[8]

- 2014年10月14日香港雨傘運動期間，有七名警務人員將示威者及政治人物曾健超的雙手反鎖於其背後，將他帶到暗角處並將他圍毆接近四分鐘，事件被多間電視台攝獲。曾健超被帶往警署後用智能電話拍下自己的傷勢，警察發現後迫令他將電話解鎖，試圖刪除照片，曾健超不從，其間被大力掌摑。涉事警員當中5名被判囚15至18個月，兩名上訴得直獲撤銷控罪。時任保安局局長李家超及警務處處長鄧炳強在案後記者會被問及會否對毆打事件道歉，兩人均沒有作正面回應。

- 國際特赦組織確認香港警隊在2019年6月12日大體和平的示威中，使用不必要及過份武力，違反國際人權法[9]。

- 2019年8月13日，聯合國人權事務高級專員辦事處發言人指出，聯合國人權理事會已檢視可信證據，證實香港執法人員使用「低致命武器」時違反國際標準及規範[10]

- 2019年8月10日，年輕被捕人士Ken在港鐵黃埔站準備回家時，突然被防暴警察按在地上，並鎖上手扣。其後10多名警員包圍他拳打腳踢身體多處，最後被打至額頭腫起、左耳流血，手、腳多處疼痛。被打至額頭腫起、左耳流血，手、腳多處疼痛。其後警員在警車內向被捕者進行更激烈施暴，如利用橡筋彈被捕人士的背脊，並拖他到座位底踩。有警員看見被捕者手機有訊息彈出後，要求讀出訊息和電話密碼。被捕者沒有回答也被遭到毆打。被捕者送往警察十多分鐘車程期間也說了不少挑釁說話，如「死曱甴」（死蟑螂）、「出嚟玩呀？啱啱唔係好威㗎咩？」（剛才不是很囂張嗎？怎麼現在害怕了？）。送往紅磡警署後，警員突然大力將被捕人士推向梯級，其後推他埋牆撞向牆角，更被女警員挑釁他「唔好扮嘢啦」（別再裝了）。被捕人士在警署內多次要求打電話給律師及見醫生，但警員一直未有處理。被捕人士被警員用汽水噴面、掌摑、委任證打面，並要求跪著回答問題。搜身時也被要求全裸搜身。警員問要不要飲水時，將水潑向他面上，令他感到非常無奈。到11日早上，律師到警署找Ken，看到傷勢後向警署正式作出投訴，其後被送到九龍一間醫院，驗傷後留醫兩晚才出院。Ken曾要求警方交出紅磡警署的閉路電視，但事發4個月，仍未取得任何閉路電視片段。[11]

- 2019年10月2日，一名藍衣男子在富嘉花園外行人路等待的士期間，突然被一名防暴警衝前將他推倒在地。結果引起路人斥罵警員，警方一度舉黑旗警告發射催淚彈。其後也制伏一名男子，再度引起圍觀的市民不滿。

- 2019年10月，Now新聞台一名車長在旺角警署外後腦懷疑中布袋彈受傷，防暴警察將他押入警署後，有人將他的臉按壓到牆上，並用警棍打他的頭、手和腳。送院治理後最少9處有明顯傷痕，其中X光照片更顯示右面下顎骨裂，需留院接受手術。事發後有記者雖然向警方查詢涉事警員是否已停職候查，但警察公共關係科署理總警司江永祥當時未有正面回應。[12]

- 2020年8月31日，太子站襲擊事件發生7個月，大批市民遭警方拘捕。有份被捕的香港眾志成員李啟靖在紅磡警署獲釋後稱，一名高級警官聯同多名便衣警員先以粗口侮辱一名精神病患者，其後再有多名警員對其施加暴力，連番拳打腳踢倒地，更警告在場人士不許望被傷害被捕者，否則會受牽連。[13][14]

### 北愛爾蘭

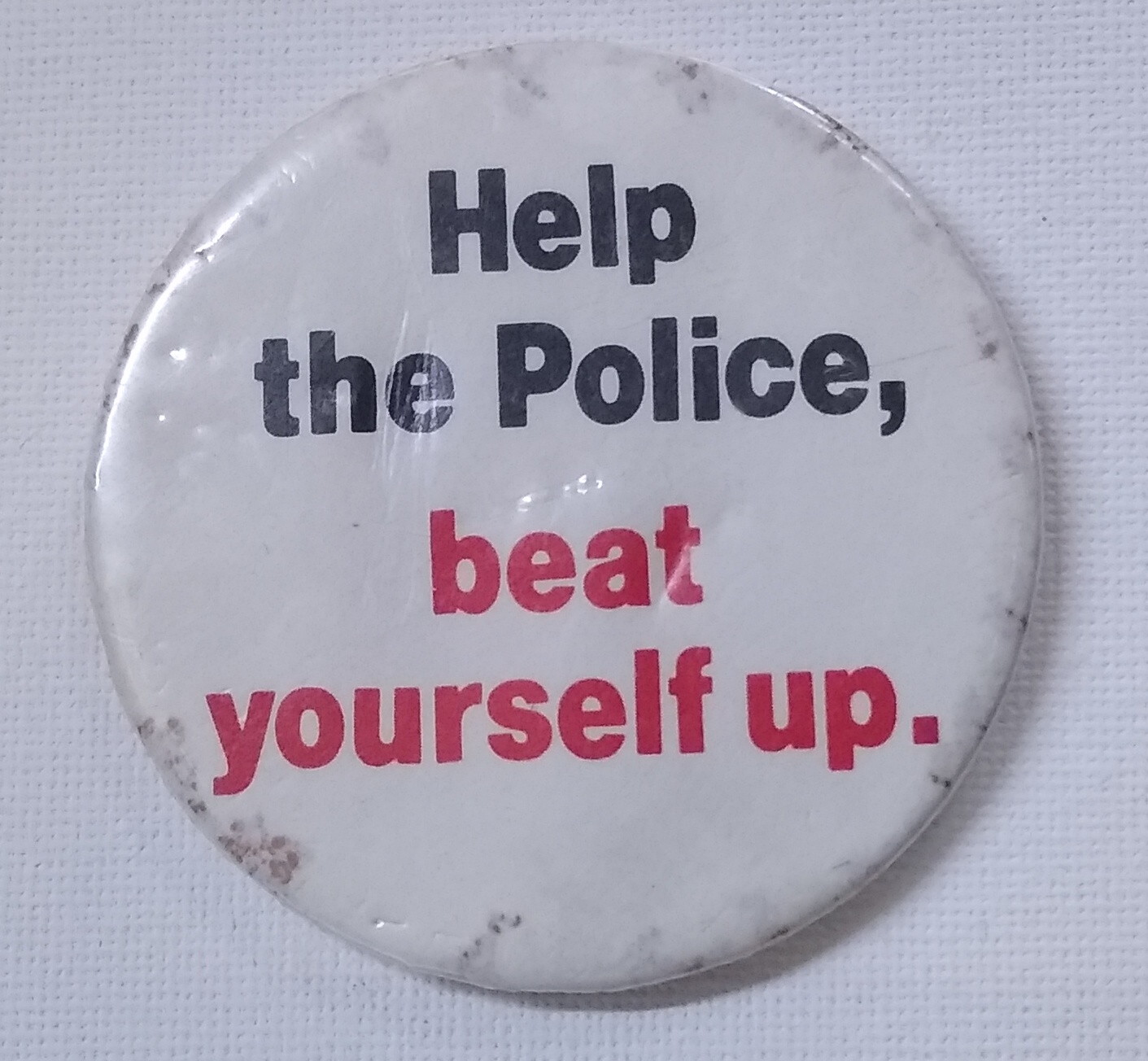
一個北愛爾蘭的反警察暴力襟章

警察暴力在北愛爾蘭是一個長期存在的問題，泛指警察在北愛爾蘭問題上為了逼使民眾認罪而所採取的不文明手法。1968至2007年間，親英（主要為新教徒）及親愛（主要為天主教徒）兩大陣營之間的衝突不斷。期間有不少於5萬人因而身體殘廢或受傷，當中不乏警暴的受害者。歐洲人權法院於1978年發表的報告記載了多宗警暴事件，並將其歸納為5大類，包括：靠牆站立、剝奪食物、飲料或睡眠、噪音干擾和強迫被拘留者保持同一姿勢達數小時。

### 南非
據英國《衛報》報導，警暴事件在於2001/02至2011/12的10年間在南非急增312%，每100宗事件只1宗最後得到審判，在2011至2012年有720宗在警察拘留期間的死亡個案。2015年，因警察所犯的罪行，包括強姦、酷刑和謀殺，而產生的民事訴訟及索償甚至令到南非警務署的國家預算變得緊拙。

### 美國

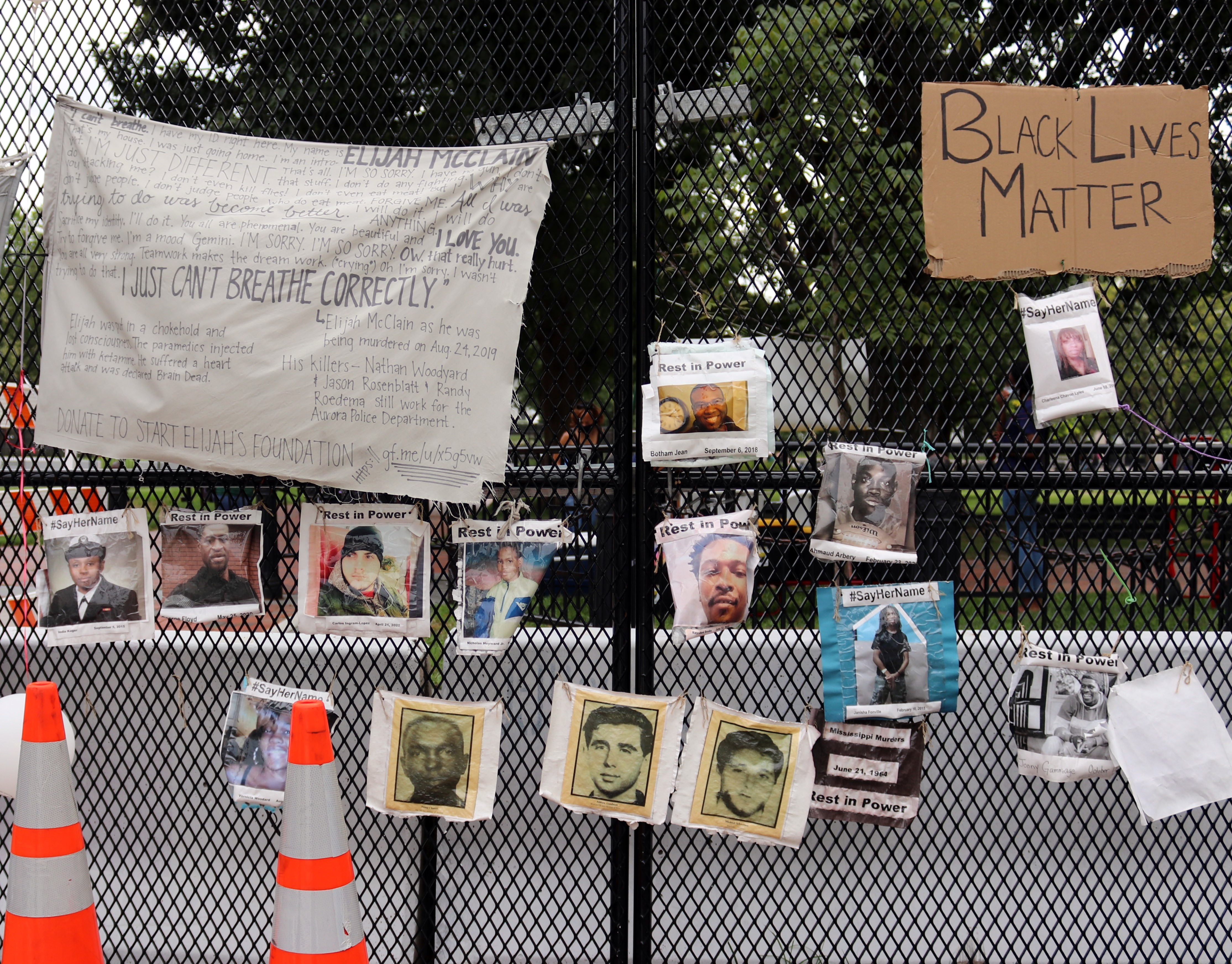
乔治·弗洛伊德之死所引發的Black Lives Matter運動

在美國，人們的各種自由受第一修正案的保障，而根據第四修正案警察亦不可以進行無理的搜查和扣押。
大型的政治或社會運動，不時會受到警察暴力干預，包括1960年代的人權運動、反戰示威、反恐戰爭、毒品戰爭等。在 2014年, 聯合國報告批評美國經常及反覆向沒有武裝的黑人使用武力，甚至射殺。 聯合國在2016年有關非洲裔的人權報告指出，現代警察暴力及射殺無辜市民製造種族恐佈主義。"
美國警暴的情況也是在西方中比較嚴重。 在2015年，美國警察殺害1146人，2016年美國警察殺害1093人。 在美國，由2015至2019年年初，大型屠殺只殺害339人，但警暴卻殺害4355人。 美國聯邦調查局報告指，在2012年，黑人佔美國13%人口，但在美國警暴事件中被殺害者中，達31%是黑人。 
在2020年5月25日，在沒有武裝，並戴著手銬的喬治·弗洛伊德因涉嫌使用偽鈔被捕時，被警察使用過度武力拘捕導致死亡，觸發世界各地的示威行動，抗議美國和世界各地的種族歧視。美國《新聞周刊》網站8月25日发表題為《自喬治·弗洛伊德死亡以來，美國警方只有3天沒有殺人》的文章稱: 
- 根據截至8月22日的數據，自5月25日弗洛伊德死亡以來，警方沒有殺死人的日子只有3天———6月4日、6月14日和8月12日。
- 追蹤美國警察槍擊事件的“勘測警察暴力”組織稱，在2020年的前235天里，警方殺死了751人。